# HD92106
HD92106 — хімічно пекулярна зоря спектрального класу A0, що має видиму зоряну величину в смузі V приблизно  7,8.
Вона  розташована на відстані близько 821,6 світлових років від Сонця.

## Фізичні характеристики
Телескоп Гіппаркос зареєстрував фотометричну змінність  даної зорі з періодом   25,36 доби в межах від  Hmin= 7,85 до  Hmax= 7,79.

## Пекулярний хімічний склад
Зоряна атмосфера HD92106 має підвищений вміст 
Cr
.